# Ardon (Osetia)
Ardon (ros. Ардон, oset. Æрыдон) — miasto w Rosji, w położonej na północnym Kaukazie Republice Północnej Osetii-Alanii, ośrodek administracyjny rejonu ardońskiego. 
Miasto liczyło 16 930 mieszkańców (1 stycznia 2006), położone jest rzeką Ardon (lewy dopływ Tereku), 39 km na północny zachód od Władykaukazu.
Ardon został założony w 1824 r. Prawa miejskie uzyskał w roku 1964.